# Cristiano di Legnica-Brieg
Cristiano di Legnica-Brieg (in lingua polacca: Chrystian Brzeski o Legnicki; Oława, 9 aprile 1618 – Oława, 28 febbraio 1672) fu un duca di Legnica (durante il 1653-1654 ed il 1663-1664 con i suoi fratelli), Brzeg (durante il 1639-1654 con i suoi fratelli), Wołów (durante il 1653-1654 con i suoi fratelli, poi solo) e Oława (durante il 1639-1654 con i fratelli, poi solo). Dal 1664, fu l'unico duca di Legnica-Brzeg-Wołów-Oława.
Era il settimo figlio ma terzo maschio sopravvissuto di Giovanni Cristiano, duca di Brzeg-Legnica-Wołów-Oława, e della sua prima moglie Dorotea Sibilla, figlia di Giovanni Giorgio, elettore di Brandeburgo.

## Biografia
Nei suoi primi anni, insieme ai suoi fratelli maggiori, Cristiano compì il suo Grand Tour in Europe, durante il quale visitò le corti di re Luigi XIII di Francia e Carlo I d'Inghilterra. Al suo ritorno in Slesia, il suo paese era nel bel mezzo della guerra dei trent'anni. Nel 1635 il duca Giovanni Cristiano fu mandato in Lituania; a quell'epoca, Cristiano studiava in una scuola calvinista. Durante questo periodo, gli fu permesso di conoscere, tra gli altri, re Giovanni Casimiro di Polonia, la cui moglie Luisa Maria fu la madrina della seconda figlia dalla vita breve di Cristiano. Conobbe anche il suo primo cugino, il principe Bogusław Radziwiłł, la cui madre era sorella di quella di Cristiano. Conobbe anche un altro futuro monarca polacco, Michele Korybut. Attraverso gli insegnamenti nella scuola, Cristiano poté imparare e padroneggiare la lingua polacca.
Nel 1639 il duca Giovanni Cristiano morì ed i suoi figli ereditarono le sue terre. Cristiano diventò duca di Brzeg e Oława con i suoi fratelli Giorgio III e Luigi IV; tuttavia, il pieno governo del ducato fu retto dal maggiore dei fratelli Giorgio III.
Dopo aver terminato gli studi Cristiano ritornò in Slesia, ancora sotto le mani dell'esercito svedese. Nel 1642 è sopravvissuto il 4 settimane assedio di Brzeg degli svedesi. Nel dicembre 1645 fu catturato e imprigionato dagli svedesi. Fortunatamente, Cristiano riuscì a scappare e informò i cittadini di Brzeg chi erano i loro veri padroni. Tuttavia, le condizioni del suo breve confinamento lo lasciarono in cattive condizioni di salute. A parte l'incidente con gli svedesi, fu colpito ai piedi durante la caccia.
La morte di suo zio Giorgio Rodolfo nel 1653 accrebbe i domini dei fratelli, aggiungendo alle loro terre Legnica e Wołów. Un anno dopo (1654), fu effettuata una formale divisione dei loro domini: Giorgio III mantenne Brzeg e Luigi IV ottenne Legnica. A Cristiano, furono assegnate le due povere e piccole città di Wołów e Oława.
Nel 1663 Luigi IV morì senza prole sopravvissuta, e Legnica fu ereditata da Cristiano e Giorgio III come co-regnanti; tuttavia, Giorgio III pochi mesi dopo (1664) senza eredi maschi e Cristiano poté ereditare tutte le terre della famiglia per la prima volta dal 1547.
Nel 1668 Cristiano presentò la sua candidatura al trono polacco. Tuttavia, nonostante il sostegno per la nobiltà polacca, non fu scelto come re.
Christian morì il 28 febbraio 1672 a causa di una malattia chiamata "gonfiore dell'acqua" (in lingua polacca: puchlina wodna). Il suo funerale si tenne il 31 marzo 1672 a Legnica, nella chiesa di San Giovanni, in una bara placcata in oro, grazie al contributo delle monete d'oro dei suoi sudditi.

## Matrimonio e figli
A Dessau il 24 novembre 1648, Cristiano sposò Luisa (1631-1680), figlia di Giovanni Casimiro, principe di Anhalt-Dessau. Ebbero quattro figli:
1. Carolina (2 dicembre 1652 - 24 dicembre 1707), sposò il 14 luglio 1672 il duca Federico di Schleswig-Holstein-Sonderburg-Wiesenburg.
2. Luisa (28 luglio 1657 - 6 febbraio 1660).
3. Giorgio Guglielmo (29 settembre 1660 - 21 novembre 1675).
4. Cristiano Luigi (15 gennaio 1664 - 27 febbraio 1664).

Nel suo testamento, Cristiano lasciò Oława e Wołów a sua moglie come Oprawa wdowia fino alla morte di lei.

## Ascendenza
|                                    |                                  |                                           | Genitori                                |  |  | Nonni |  |  | Bisnonni               |  |  | Trisnonni                  |  |
|                                    |                                  |                                           |                                         |  |  |       |  |  | 8. Giorgio II di Brieg |  |  | 16. Federico II di Legnica |  |
|                                    |                                  |                                           |                                         |  |  |       |  |  | 8. Giorgio II di Brieg |  |  | 16. Federico II di Legnica |  |
|                                    |                                  | 17. Sofia di Brandeburgo-Ansbach-Kulmbach |                                         |  |  |       |  |  | 8. Giorgio II di Brieg |  |  |                            |  |
| 4. Gioacchino Federico di Brieg    |                                  |                                           |                                         |  |  |       |  |  | 8. Giorgio II di Brieg |  |  |                            |  |
|                                    |                                  | 9. Barbara di Brandeburgo                 | 18. Gioacchino II di Brandeburgo (= 12) |  |  |       |  |  |                        |  |  |                            |  |
|                                    |                                  | 9. Barbara di Brandeburgo                 | 18. Gioacchino II di Brandeburgo (= 12) |  |  |       |  |  |                        |  |  |                            |  |
|                                    |                                  | 9. Barbara di Brandeburgo                 | 19. Maddalena di Sassonia (= 13)        |  |  |       |  |  |                        |  |  |                            |  |
| 2. Giovanni Cristiano di Brieg     |                                  | 9. Barbara di Brandeburgo                 |                                         |  |  |       |  |  |                        |  |  |                            |  |
|                                    |                                  | 10. Gioacchino Ernesto di Anhalt          | 20. Giovanni IV di Anhalt-Zerbst        |  |  |       |  |  |                        |  |  |                            |  |
|                                    |                                  | 10. Gioacchino Ernesto di Anhalt          | 20. Giovanni IV di Anhalt-Zerbst        |  |  |       |  |  |                        |  |  |                            |  |
|                                    |                                  | 10. Gioacchino Ernesto di Anhalt          | 21. Margherita di Brandeburgo           |  |  |       |  |  |                        |  |  |                            |  |
| 5. Anna Maria di Anhalt            |                                  | 10. Gioacchino Ernesto di Anhalt          |                                         |  |  |       |  |  |                        |  |  |                            |  |
|                                    |                                  | 11. Agnese di Barby-Mühlingen             | 22. Volfango di Barby-Mühlingen         |  |  |       |  |  |                        |  |  |                            |  |
|                                    |                                  | 11. Agnese di Barby-Mühlingen             | 22. Volfango di Barby-Mühlingen         |  |  |       |  |  |                        |  |  |                            |  |
|                                    |                                  | 11. Agnese di Barby-Mühlingen             | 23. Agnese di Mansfeld                  |  |  |       |  |  |                        |  |  |                            |  |
| 1. Cristiano di Brieg              |                                  | 11. Agnese di Barby-Mühlingen             |                                         |  |  |       |  |  |                        |  |  |                            |  |
|                                    | 12. Gioacchino II di Brandeburgo | 24. Gioacchino I di Brandeburgo           |                                         |  |  |       |  |  |                        |  |  |                            |  |
|                                    | 12. Gioacchino II di Brandeburgo | 24. Gioacchino I di Brandeburgo           |                                         |  |  |       |  |  |                        |  |  |                            |  |
|                                    | 12. Gioacchino II di Brandeburgo | 25. Elisabetta di Danimarca               |                                         |  |  |       |  |  |                        |  |  |                            |  |
| 6. Giovanni Giorgio di Brandeburgo | 12. Gioacchino II di Brandeburgo |                                           |                                         |  |  |       |  |  |                        |  |  |                            |  |
|                                    |                                  | 13. Maddalena di Sassonia                 | 26. Giorgio di Sassonia                 |  |  |       |  |  |                        |  |  |                            |  |
|                                    |                                  | 13. Maddalena di Sassonia                 | 26. Giorgio di Sassonia                 |  |  |       |  |  |                        |  |  |                            |  |
|                                    |                                  | 13. Maddalena di Sassonia                 | 27. Barbara di Polonia                  |  |  |       |  |  |                        |  |  |                            |  |
| 3. Dorotea Sibilla di Brandeburgo  |                                  | 13. Maddalena di Sassonia                 |                                         |  |  |       |  |  |                        |  |  |                            |  |
|                                    |                                  | 14. Gioacchino Ernesto di Anhalt (= 10)   | 28. Giovanni IV di Anhalt-Zerbst (= 20) |  |  |       |  |  |                        |  |  |                            |  |
|                                    |                                  | 14. Gioacchino Ernesto di Anhalt (= 10)   | 28. Giovanni IV di Anhalt-Zerbst (= 20) |  |  |       |  |  |                        |  |  |                            |  |
|                                    |                                  | 14. Gioacchino Ernesto di Anhalt (= 10)   | 29. Margherita di Brandeburgo (= 21)    |  |  |       |  |  |                        |  |  |                            |  |
| 7. Elisabetta di Anhalt-Zerbst     |                                  | 14. Gioacchino Ernesto di Anhalt (= 10)   |                                         |  |  |       |  |  |                        |  |  |                            |  |
|                                    |                                  | 15. Agnese di Barby-Mühlingen (= 11)      | 30. Volfango di Barby-Mühlingen (= 22)  |  |  |       |  |  |                        |  |  |                            |  |
|                                    |                                  | 15. Agnese di Barby-Mühlingen (= 11)      | 30. Volfango di Barby-Mühlingen (= 22)  |  |  |       |  |  |                        |  |  |                            |  |
|                                    |                                  | 15. Agnese di Barby-Mühlingen (= 11)      | 31. Agnese di Mansfeld (= 23)           |  |  |       |  |  |                        |  |  |                            |  |
|                                    |                                  | 15. Agnese di Barby-Mühlingen (= 11)      |                                         |  |  |       |  |  |                        |  |  |                            |  |

## Fonti
- Prince W.K. von Isenburg & D. Schwennicke (1984). Europäische Stammtafeln (Vol III, Part I - Table 11), Marburg.
- Miroslav Marek, Complete Genealogy of the House of Piast: Silesia, su genealogy.euweb.cz, Genealogy.EU.
- SILESIA, su fmg.ac, agosto 2012.